# Rufí (ministre)
Rufí (en llatí Rufinus) va ser un alt funcionari romà. Era el primer ministre de Teodosi I el Gran i un home molt capacitat, però també traïdor i perillós. Suides el qualifica de βαθυγνώμος ἄνθρωπος καὶ κρύψινος ('home de pensaments profunds, però els dissimula').
Va néixer a Elusium, capital de la Novempopulània (moderna Eause a Gascunya). Era de baixa extracció però va pujar a l'ombra de Teodosi fins que se'n va convertir en favorit. Va utilitzar el seu ascendent sobre l'emperador per abusar de la seva confiança i Teodosi no va advertir o al menys no va castigar aquesta manera de procedir. Era germà de Sílvia d'Aquitània.
Durant els disturbis de Tessalònica de l'any 390 Rufí era magister officiorum i tenia força influència en el gabinet imperial. Va ser ell qui va aconsellar les cruels mesures de Teodosi contra la ciutat. El 392 va ser nomenat cònsol i va arribar a la dignitat de prefecte del pretori deposant a l'anterior prefecte Flavi Eutolmi Tacià al que va enviar a l'exili i va fer matar el seu fill Pròcul, que era prefecte de Constantinoble. Per la seva rapacitat va arruïnar a les províncies orientals i va ser objecte d'odi general.
A la mort de Teodosi l'any 395 va seguir en el càrrec davant de la sorpresa de tothom, ja que va mantenir la influència sobre el seu fill i successor Arcadi. Per distreure l'atenció els seus possibles rivals Estilicó i Eutropi, prou influents com per fer-lo destituir, va induir als huns i als gots a atacar l'Imperi. Els huns van arribar per mar a l'Àsia Menor des d'Escítia i van irrompre fins a Antioquia on van ser aturats. Els gots es van trobar amb Estilicó que els va derrotar algunes vegades, però les maquinacions de Rufí van fer que no aconseguís una victòria rotunda. quan es van retirar Estilicó es va aliar a Gaines, l'aliat got d'Arcadi, amb el que va organitzar un pla contra Rufí.
Gaines es va acostar a Constantinoble amb el pretext de fer passar revista a les seves tropes per l'emperador. Rufí havia demanat a Arcadi de fer-lo coemperador i va sortir de Constantinoble per rebre a les tropes godes que havien d'estar presents a la seva proclamació. Tant segur estava de què seria nomenat que va fer emetre moneda amb la seva imatge. Arcadi i Rufí van arribar al campament de Gaines el 27 de novembre de l'any 395 i allí, sobtadament, Gaines es va treure l'espasa la va enfonsar al pit de Rufí. Altres soldats van seguir el seu exemple i li van clavar també les seves armes. Li van tallar el cap, que van passejar pel camp clavat en una llança. Arcadi va fugir atemorit però aviat va rebre garanties de seguretat. Llavors l'emperador va confiscar els béns i les propietats del favorit, de le que Eutropi, que estava al corrent de l'assassinat, se'n va emportar la major part. Els que havien patit les confiscacions de Rufí volien recuperar la seva part però Arcadi va emetre un edicte imperial que declarava la resta dels béns propietat de l'Imperi.
La seva dona i la seva filla van ser desterrades a Jerusalem on van morir en pau molts anys després.